# Sahara

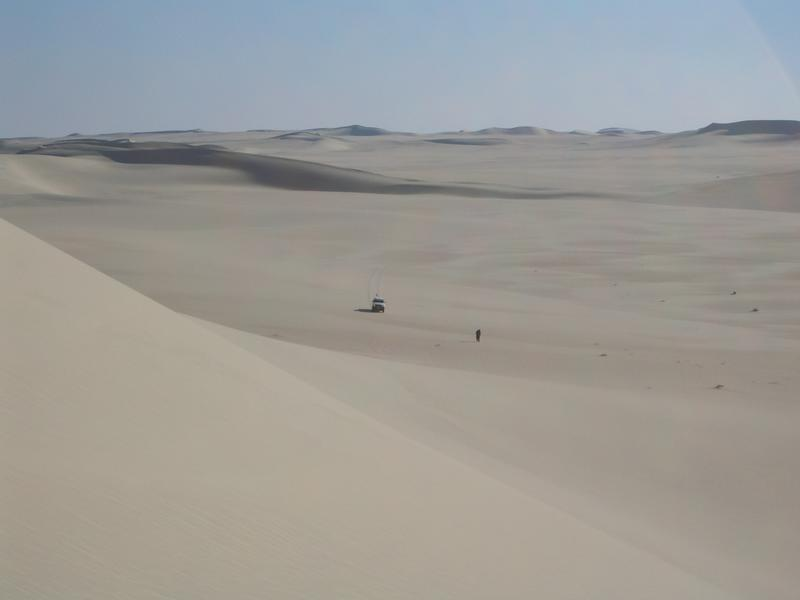
Sahara (Libia)

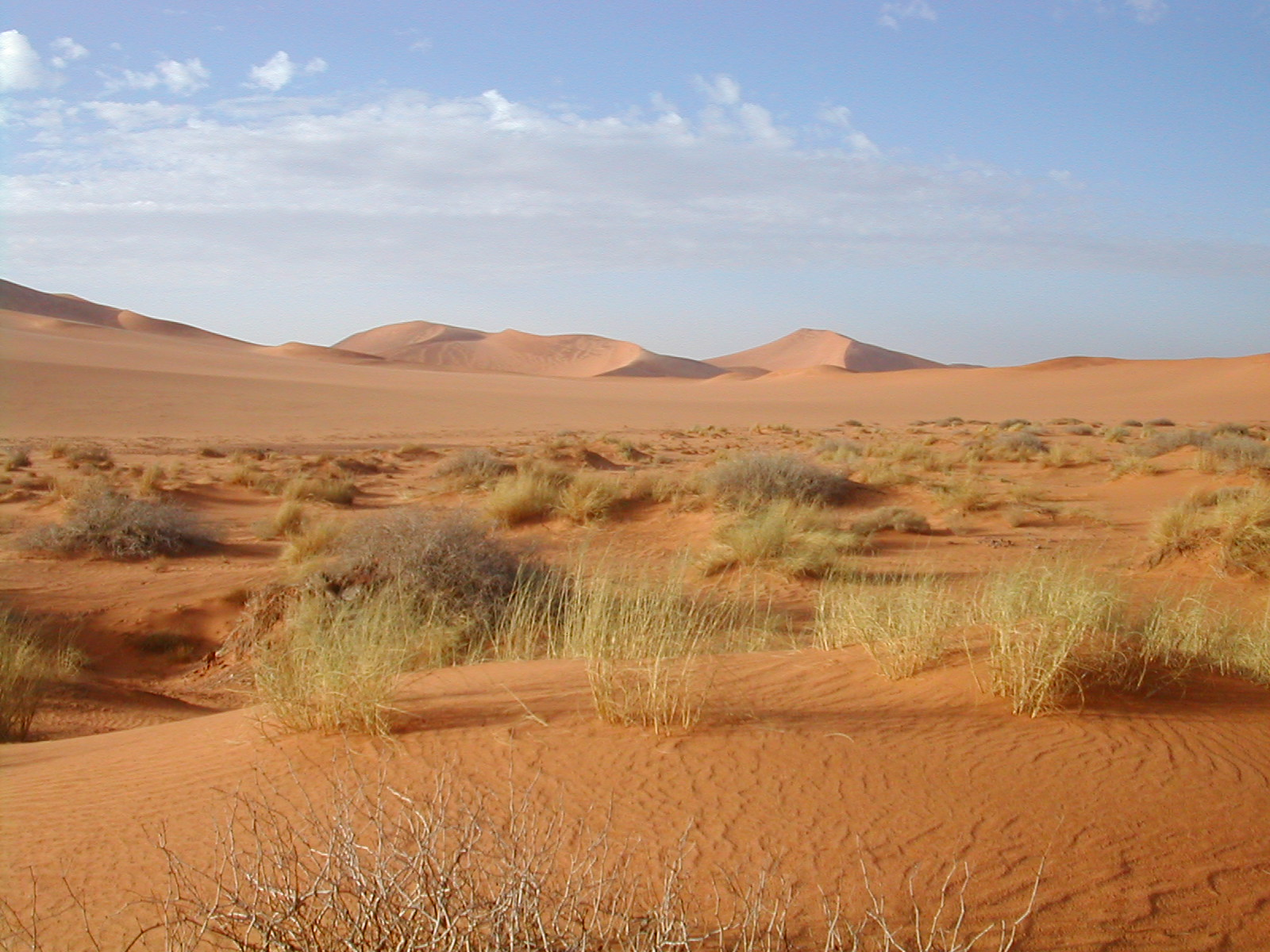
Sahara (Algieria)

Sahara (z arab. صحراء  ṣaḥrāʼ – „pustynia”) – strefa pustynna położona w północnej Afryce. Jest ona największą gorącą pustynią na Ziemi (ma powierzchnię ok. 9 200 000 km²), rozciągająca się na 5700 km od Oceanu Atlantyckiego na zachodzie po Morze Czerwone na wschodzie; od północy ograniczona jest górami Atlas i wybrzeżem Morza Śródziemnego, od południa ograniczona strefą Sahel. Znajduje się na terytoriach 11 państw: Maroka, Algierii, Tunezji, Libii, Egiptu, Sahary Zachodniej, Mauretanii, Mali, Nigru, Czadu i Sudanu.

## Pustynie
Sahara obejmuje 14 pustyń:
- Al-Dżuf
- Erg Szasz
- Erg Ikidi
- Wielki Erg Wschodni
- Wielki Erg Zachodni
- Tadmait
- Tanizruft
- Hamada al-Hamra
- Ahaggar
- Tibesti
- Tenere
- Libijska
- Bajuda
- Arabska

## Pochodzenie nazwy
Nazwa Sahara pochodzi od arabskiego rzeczownika ṣaḥrāʾ, oznaczającego pustynię, i jego liczby mnogiej ṣaḥārāʾ. Jest również spokrewniona z przymiotnikiem aṣḥar, oznaczającym pustynny, i silnie nawiązuje do czerwonawego koloru pozbawionych roślinności równin. Istnieją również rdzenne nazwy poszczególnych obszarów, takich jak region Tanezrouft w południowo-zachodniej Algierii i region Ténéré w środkowym Nigrze, które mają pochodzenie w większości berberyjskie.

## Geografia fizyczna
Główne elementy topograficzne Sahary obejmują płytkie, okresowo zalewane kotliny (chott i daja) oraz rozległe zagłębienia oazowe; rozległe równiny pokryte żwirem (serir lub reg); usiane skałami płaskowyże (hammada); strome góry; oraz piaszczyste łachy, wydmy i morza piasku (erg). Najwyższym punktem pustyni jest szczyt góry Koussi o wysokości 3415 metrów, w górach Tibesti w Czadzie. Najniższy punkt, 133 metry poniżej poziomu morza, znajduje się w depresji Kattara, w Egipcie.

## Geologia
Sahara leży na szczycie Tarczy Afrykańskiej, która składa się z silnie sfałdowanych i odsłoniętych skał prekambryjskich. Ze względu na stabilność tarczy, później osadzone formacje paleozoiczne pozostały poziome i stosunkowo niezmienione. Na większości obszaru Sahary formacje te były pokryte osadami mezozoicznymi – w tym wapieniami z Algierii, południowej Tunezji i północnej Libii oraz nubijskimi piaskowcami z Pustyni Libijskiej – i wiele ważnych regionalnych warstw wodonośnych jest z nimi utożsamianych. W północnej Saharze formacje te są również powiązane z szeregiem basenów i obniżeń rozciągających się od oaz zachodniego Egiptu do szotów w Algierii. W południowej Saharze, opadanie Tarczy Afrykańskiej utworzyło duże baseny zajmowane przez jeziora i morza kenozoiczne, takie jak starożytny Mega-Czad. Seriry i regi różnią się charakterem w różnych regionach pustyni, ale uważa się, że reprezentują powierzchnie depozycyjne kenozoiczne. Charakterystyczną cechą równin jest ciemna patyna związków żelazomanganowych, zwana pustynnym lakierem, która tworzy się na powierzchniach zwietrzałych skał. Płaskowyże Sahary, takie jak płaskowyż Tademaït w Algierii, są zazwyczaj pokryte kanciastymi, zwietrzałymi skałami. W centralnej Saharze monotonię równin i płaskowyżów przełamują wybitne masywy wulkaniczne – w tym góra ʿUwaynat oraz góry Tibesti i Ahaggar. Inne godne uwagi formacje to płaskowyż Ennedi w Czadzie, masyw Aïr w Nigrze, masyw Iforas w Mali oraz wychodnie mauretańskiego regionu Adrar.

## Wydmy
Tereny piaskowe i wydmy pokrywają około 25% powierzchni Sahary. Główne typy wydm obejmują wydmy wiązane, które tworzą się pod osłoną wzgórz lub innych przeszkód; paraboliczne wydmy wydmowe; barchany w kształcie półksiężyca i wydmy poprzeczne; seify podłużne; oraz masywne, złożone formy związane z morzami piasków. Kilka piramidalnych wydm na Saharze osiąga wysokość prawie 150 metrów, podczas gdy draa, górskie grzbiety piaskowe dominujące nad ergami, osiągają podobno 300 metrów. Niezwykłym zjawiskiem związanym z piaskami pustyni jest ich „śpiewanie” lub dudnienie. Wysunięto różne hipotezy wyjaśniające to zjawisko, na przykład te oparte na piezoelektrycznych właściwościach kwarcu krystalicznego, ale zagadka pozostaje nierozwiązana.

## Gleby
Występujące na pustyniach szaroziemy mają bardzo słabo rozwiniętą warstwę próchniczą, lub całkowicie jej brak. Powoduje to bardzo rzadkie występowanie roślin. W niektórych miejscach są oazy z dostatkiem wody i bujną roślinnością. Jest tam znacznie więcej zwierząt niż w otwartym terenie.
Gleby Sahary charakteryzują się niską zawartością materii organicznej, wykazują jedynie nieznacznie zróżnicowane poziomy (warstwy) i często są biologicznie nieaktywne, chociaż w niektórych obszarach obecne są bakterie wiążące azot. Gleby w zagłębieniach są często zasolone. Na obrzeżach pustyni znajdują się gleby o większym stężeniu materii organicznej. Minerały odporne na warunki atmosferyczne stanowią istotny składnik tych gleb, a chemicznie aktywne gliny o strukturze sieci krystalicznej są powszechne. Często występują wolne węglany, co wskazuje na niewielkie wymywanie. Zwarte i utwardzone warstwy, czyli skorupy, występują głównie w północno-zachodniej części pustyni, w połączeniu z wapiennym podłożem skalnym. Drobne materiały, w tym złoża ziemi okrzemkowej, występują jedynie w basenach i zagłębieniach.

## Wody
Kilka rzek wypływających spoza Sahary przyczynia się zarówno do reżimu wód powierzchniowych, jak i podziemnych pustyni i odbiera wodę z jej sieci melioracyjnych. Szczególnie widoczne są rzeki wypływające z tropikalnych wyżyn na południu: główne dopływy Nilu łączą się z Saharą, a rzeka płynie na północ wzdłuż wschodniej krawędzi pustyni do Morza Śródziemnego; kilka rzek uchodzi do Jeziora Czad w południowej Saharze, a znaczna ilość wody płynie dalej na północny wschód i przyczynia się do zasilania regionalnych wód gruntowych; Niger natomiast wypływa z regionu Fouta Djallon w Gwinei i przepływa przez południowo-zachodnią Saharę, zanim skręci na południe do morza. Potoki i wadi (rzeki efemeryczne) płynące z gór Atlas i nadmorskich wyżyn Libii, Tunezji, Algierii i Maroka dostarczają dodatkowej wody. Wśród nich wyróżniają się Saoura i Drâa. Wiele mniejszych wadi uchodzi do chottów północnej Sahary. W obrębie samej pustyni znajdują się rozległe sieci wadi: niektóre są sezonowo aktywnymi pozostałościami systemów utworzonych w przeszłości w okresach większej wilgotności; inne natomiast powstały w wyniku nagłych wyładowań historycznie udokumentowanych burz, takich jak powódź, która zniszczyła Tamanrasset w Algierii w 1922 roku. Szczególnie istotna jest złożona sieć wadi, jezior i stawów związanych z górami Tibesti oraz regionem Tassili n’Ajjer i górami Ahaggar, takich jak Wadi Tamanrasset. Wydmy na Saharze magazynują znaczne ilości wody deszczowej, a z różnych skarp na pustyni wypływają wody i źródła.

## Klimat

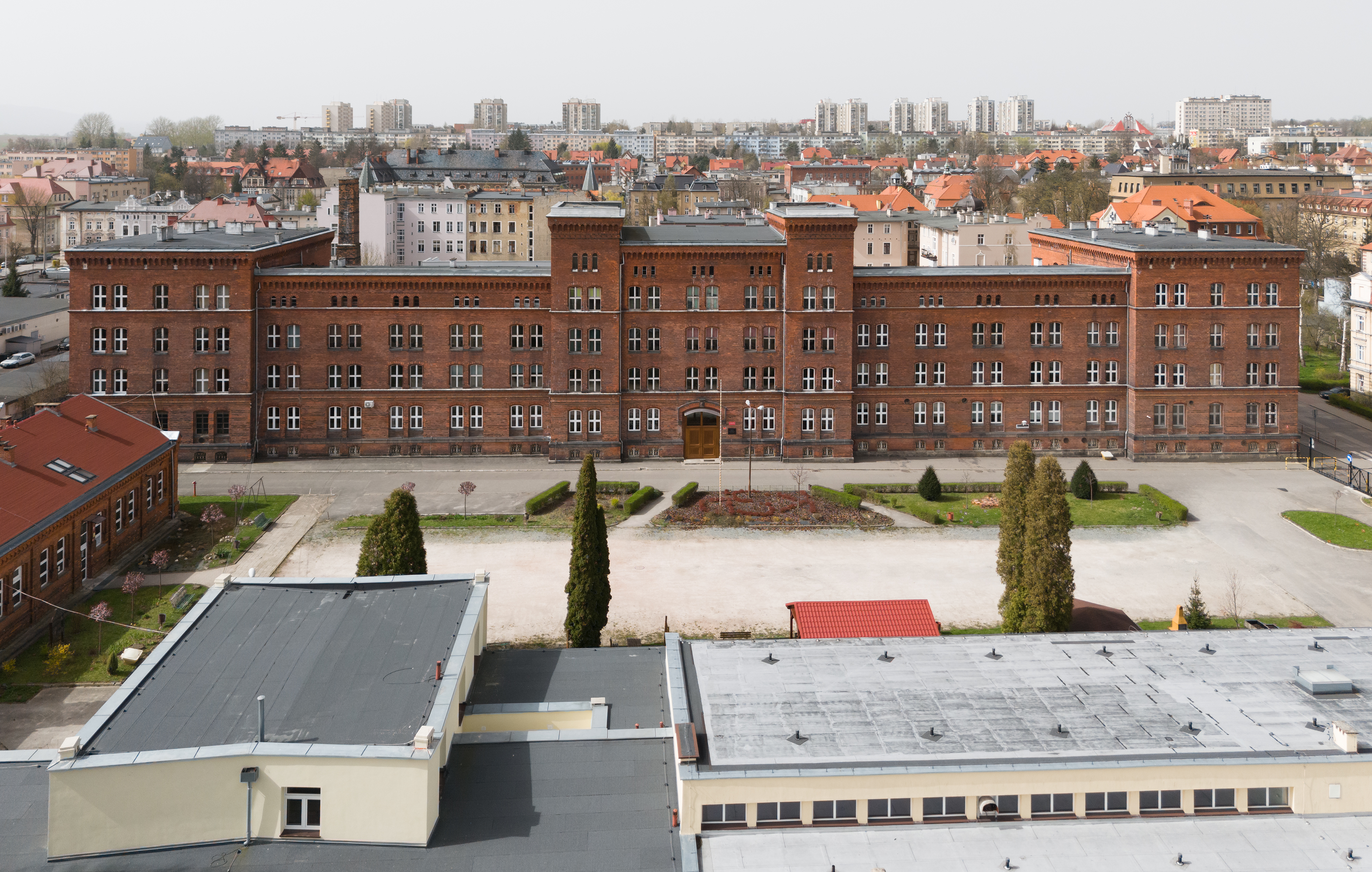
Pył znad Sahary nad Kłodzkiem. Pomimo słonecznej pogody i braku zachmurzenia niebo ma szary kolor.

Wiek Sahary był przedmiotem pewnych sporów. Kilka badań skał w tym regionie wskazuje, że Sahara stała się pustynią klimatyczną około 2–3 milionów lat temu, w okresie od późnego pliocenu do wczesnego plejstocenu. Odkrycie w 2006 roku 7-milionowych osadów wydmowych w północnym Czadzie sugeruje jednak, że region ten stał się suchy w miocenie (od 23 do 5,3 miliona lat temu). Od pliocenu Sahara podlegała krótko- i średnioterminowym wahaniom między suchszymi i wilgotniejszymi warunkami. Wydaje się, że działalność człowieka przyczyniła się do stabilności pustyni poprzez zwiększenie odbicia światła powierzchniowego i ograniczenie ewapotranspiracji. W ciągu ostatnich 7000 lat hodowla bydła na pustyni i na jej obrzeżach najwyraźniej dodatkowo przyczyniła się do utrzymania tych warunków, a klimat Sahary jest stosunkowo stały od 2000 lat. Godne uwagi odejście od dotychczasowych norm nastąpiło w okresie od XVI do XVIII wieku, w okresie tzw. Małej Epoki Lodowcowej w Europie: opady znacznie wzrosły wzdłuż tropikalnego obrzeża Sahary, na samej pustyni, a być może również wzdłuż północnego obrzeża. Jednak w I połowie XIX wieku ponownie ukształtował się klimat zbliżony do obecnego.
Na Saharze dominują dwa reżimy klimatyczne: suchy klimat subtropikalny na północy i suchy klimat tropikalny na południu. Suchy klimat subtropikalny charakteryzuje się niezwykle wysokimi rocznymi i dobowymi wahaniami temperatur, zimnymi lub chłodnymi zimami i gorącymi latami oraz dwoma maksimami opadów. Suchy klimat tropikalny charakteryzuje się silnym rocznym cyklem temperatur po zachodzie słońca; łagodnymi, suchymi zimami; oraz gorącą porą suchą poprzedzającą zmienne opady deszczu w lecie. Wąski pas zachodniej strefy przybrzeżnej charakteryzuje się stosunkowo chłodną, jednolitą temperaturą, co daje wpływ zimnego Prądu Kanaryjskiego.
Suchy klimat subtropikalny północnej Sahary jest spowodowany przez stabilne układy wysokiego ciśnienia, skupione nad Zwrotnikiem Raka. Roczny zakres średnich dziennych temperatur wynosi około 23,9 °, wzrastając do nieco ponad 38 °C w ciągu dnia i spadając do około –3,9 °C w nocy. Zimy są stosunkowo chłodne w regionach północnych i chłodne w centralnej Saharze, a lata są gorące. Dzienne wahania temperatury są znaczne zarówno w miesiącach zimowych, jak i letnich na całej pustyni, wahając się średnio od około 20 °C do 5 °C między grudniem a lutym oraz od 40 °C do 25 °C między czerwcem a sierpniem. Chociaż opady są bardzo zmienne, średnio wynoszą około 76 m rocznie. Większość opadów przypada na okres od grudnia do marca. Kolejne maksimum występuje w sierpniu i charakteryzuje się burzami. Burze te mogą powodować gwałtowne powodzie, które docierają do obszarów bez opadów. W maju i czerwcu opady są niewielkie. Opady śniegu występują sporadycznie na północnych płaskowyżach. Inną cechą suchych stref subtropikalnych są gorące, południowe wiatry, które często niosą ze sobą kurz z wnętrza kraju. Chociaż występują one w różnych porach roku, są szczególnie częste wiosną. W Egipcie znane są jako khamsin, w Libii jako ghibli, a w Tunezji jako chili. Przesycone pyłem wiatry habub w Sudanie trwają krócej, występują głównie w miesiącach letnich i często zwiastują ulewne deszcze.
Suchy klimat tropikalny na południu jest zdominowany przez te same ukłądy wysokiego ciśnienia, ale regularnie podlega wpływom sezonowej interakcji stabilnej kontynentalnej masy powietrza subtropikalnego i południowej, niestabilnej morskiej masy powietrza tropikalnego. Średnie temperatury w najzimniejszych miesiącach są zasadniczo takie same jak w strefie subtropikalnej na północy, ale zakres dobowy jest bardziej umiarkowany. W wyższych partiach tej strefy temperatury minimalne są zbliżone do tych w bardziej północnych regionach subtropikalnych, często spadając do 0°C i poniżej. Późna wiosna i wczesne lato są gorące; temperatury maksymalne wynoszące 50°C  nie są niczym niezwykłym. Chociaż masywy suchych tropików często otrzymują małe ilości opadów przez cały rok, na nizinach występuje jedno letnie maksimum. Podobnie jak na północy, większość tych opadów występuje w postaci burz. Średnie opady wynoszą około pięciu cali rocznie, sporadycznie obejmując opady śniegu w centralnych masywach. Na zachodnim krańcu pustyni zimny Prąd Kanaryjski obniża temperaturę powietrza, ograniczając tym samym opady konwekcyjne, ale powodując wyższą wilgotność powietrza i sporadyczne mgły. Na południu Sahary zima to okres harmattanu, suchego północno-wschodniego wiatru niosącego piasek i inne łatwo przenoszone cząstki pyłu.

## Roślinność

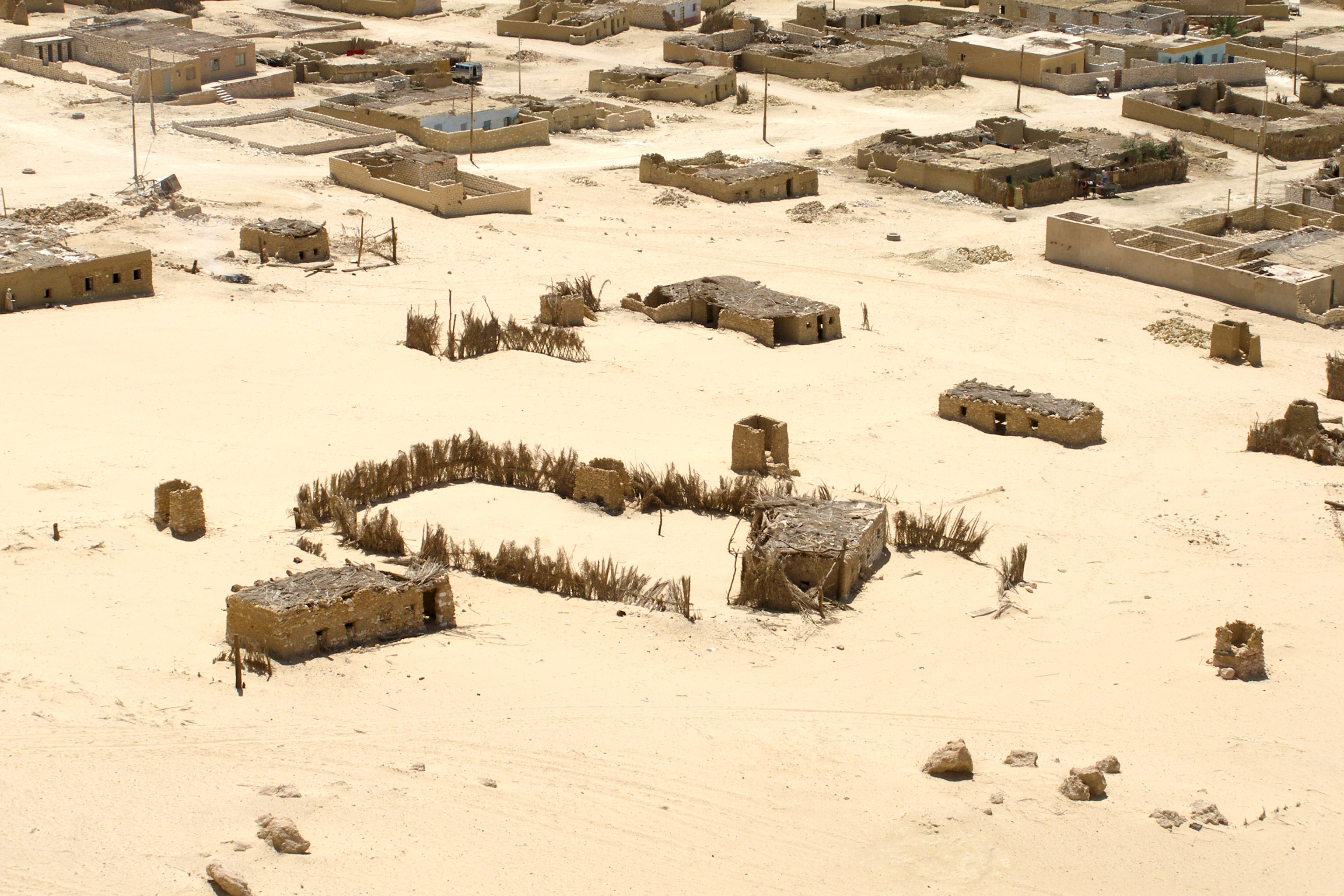
Oaza Siwa, Pustynia Libijska, Sahara, Egipt

Sahara sprawia wrażenie pozbawionej wszelkiego życia, ale nawet w tych wyjątkowo trudnych warunkach żyją rośliny i zwierzęta. Rośliny występujące na pustyniach przystosowane są do oszczędnej gospodarki wodą i do ochrony przed wysokimi temperaturami w ciągu dnia. Środkowa część Sahary jest pozbawiona roślinności.
Występują: dzikie oliwki, oleandry (roślinność pn. Sahary) pistacje, tamaryszek oraz akacja (południowa część Sahary).
Przykładem jest róża jerychońska, która jest bardzo dobrze przystosowana do życia na pustyni. Wiatr pędzi te rośliny w kształcie kuli, które tworzą zaschnięte pędy okrywające owocostan na duże odległości. Wówczas, gdy spadnie trochę deszczu, pędy się prostują, a nasiona rozsiewają.
Roślinność jest zróżnicowana na kilka typów w zależności od budowy i wilgotności podłoża. Najbujniejsza jest w obniżeniach zwanych na Saharze daya i w dolinach wyschniętych rzek – ued (wadi). Rosną w nich miejscami nawet drzewa np. topole. Dość bogata jest również roślinność na skałach, czerpiąca wodę nagromadzoną podczas deszczów ze szczelin skalnych.
W zagłębieniach solnych występują halofity (rośliny odporne na sól). Niektóre odporne na upały i suszę trawy, zioła, małe krzewy i drzewa występują na słabiej nawodnionych równinach i płaskowyżach Sahary.
Roślinność Sahary wyróżnia się licznymi, nietypowymi adaptacjami do nieregularnych opadów. Objawiają się one w morfologii – w tym w strukturze korzeni, szerokim zakresie adaptacji fizjologicznych, preferencjach siedliskowych, zależnościach i powinowactwie oraz strategiach rozrodczych. Wiele roślin zielnych to rośliny efemeryczne, które mogą kiełkować w ciągu trzech dni od wystąpienia odpowiednich opadów i wysiewać nasiona w ciągu 10–15 dni od momentu kiełkowania. W osłoniętych masywach Sahary sporadycznie występują skupiska roślinności reliktowej, często o śródziemnomorskim pokrewieństwie.
Wśród reliktowych roślin drzewiastych Sahary wyróżniają się gatunki drzew oliwnych, cyprysowych i mastyksowych. Inne rośliny drzewiaste występujące na wyżynach i w innych częściach pustyni to gatunki akacji i bylicy, palmy dum, oleander, daktylowiec i tymianek. Halofity, takie jak Tamarix senegalensis, występują wzdłuż zachodniej strefy przybrzeżnej. Do traw szeroko rozpowszechnionych na Saharze należą gatunki Aristida, Eragrostis i Panicum. Aeluropus littoralis i inne trawy odporne na zasolenie występują wzdłuż wybrzeża Atlantyku. Różne kombinacje roślin efemerycznych tworzą ważne sezonowe pastwiska zwane acheb.
W XXI wieku uznanie, że Sahara i jej południowy region graniczny, Sahel, przesuwają się na południe z powodu pustynnienia, doprowadziło do podjęcia wysiłków mających na celu powstrzymanie tego procesu; najbardziej znaczącym przykładem była inicjatywa Wielkiego Zielonego Muru dla Sahary i Sahelu. Pomysł, który doprowadził do tej inicjatywy – posadzenia „ściany” z drzew wzdłuż krawędzi Sahary, która rozciągałaby się przez kontynent afrykański, aby powstrzymać dalsze pustynnienie – narodził się w 2005 roku, a następnie został rozwinięty przy wsparciu Unii Afrykańskiej i innych organizacji międzynarodowych. Obejmował on plany posadzenia odpornych na suszę rodzimych drzew na pasie o szerokości 15 kilometrów rozciągającym się od zachodnich do wschodnich krańców kontynentu, tworząc barierę uniemożliwiającą dalsze wkraczanie pustyni na tereny na południe od niej.

## Świat zwierząt

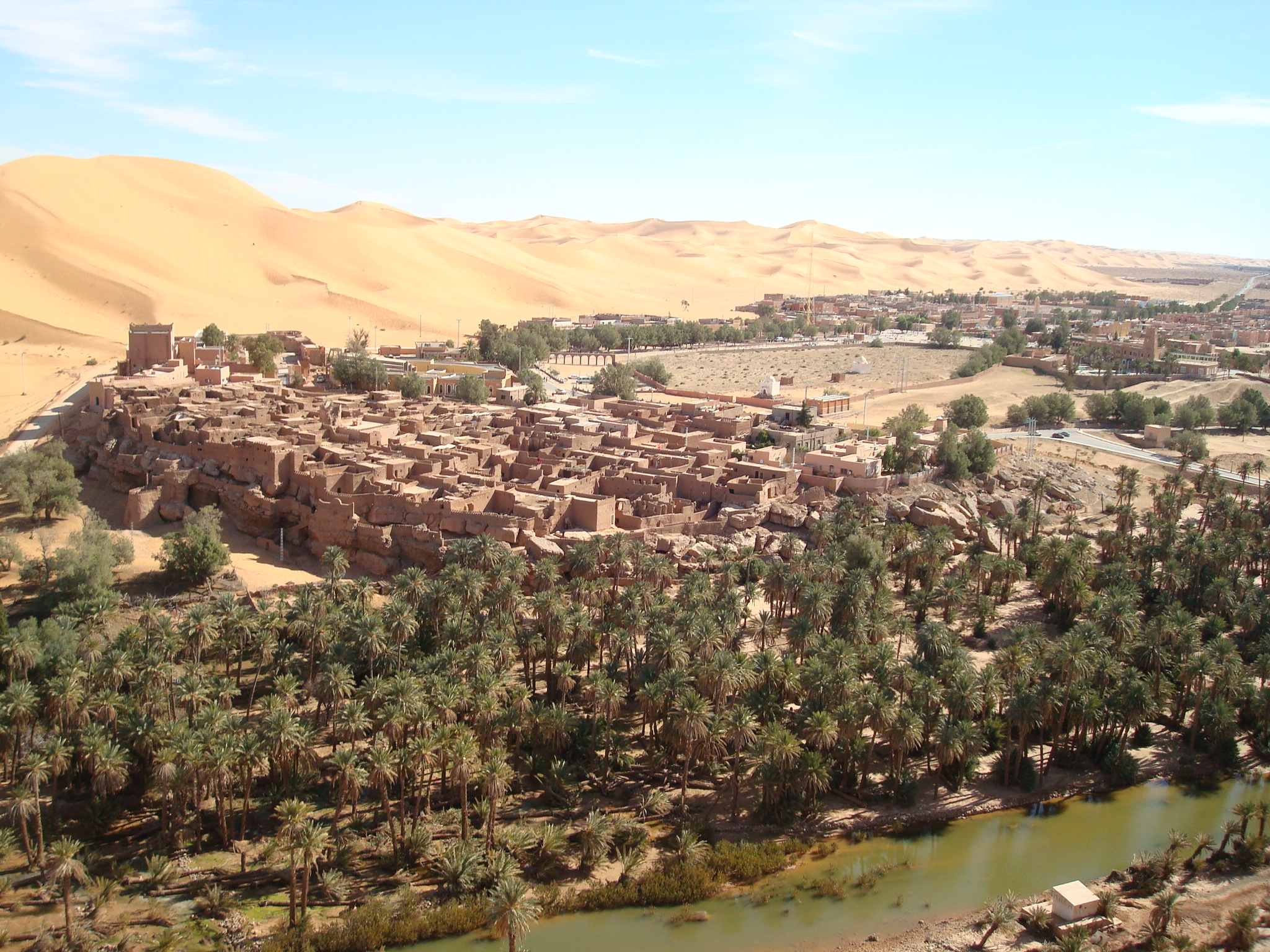
Algierskie miasto Taghit położone w oazie zasilanej przez rzekę Oued Zouzfana.

Reliktowa fauna tropikalna północnej Sahary obejmuje sumy tropikalne i chromidy znalezione w Biskrze w Algierii oraz w odizolowanych oazach Sahary; kobry i krokodyle karłowate mogą nadal występować w odległych dorzeczach Gór Tibesti. Bardziej subtelna była stopniowa utrata dobrze przystosowanych, bardziej mobilnych gatunków na skutek postępującej broni palnej i niszczenia siedlisk przez ludzi. Słoń północnoafrykański wyginął w okresie rzymskim, ale lew, struś i inne gatunki zadomowiły się na północnych obrzeżach pustyni dopiero w 1830 roku. Ostatni adaks w północnej Saharze zginął na początku lat 20. XX wieku; poważne uszczuplenie populacji tej antylopy nastąpiło również na południowych obrzeżach i w centralnych masywach.
Wśród gatunków występujących w Saharze znajdują się: myszoskoczek, skoczek pustynny, zając przylądkowy i jeż pustynny; owca berberyjska i oryks szablorogi; gazela dorkas, jeleń dama i osioł nubijski; pawian anubis; hiena plamista, szakal zwyczajny i lis pustynny; a także łasica libijska pręgowana i mangusta smukła. Wliczając populacje osiadłe i wędrowne, ptactwo Sahary przekracza 300 gatunków. Strefy przybrzeżne i śródlądowe szlaki wodne przyciągają wiele gatunków ptaków wodnych i brzegowych. Wśród gatunków spotykanych w regionach śródlądowych są strusie; różne ptaki drapieżne; perliczki i dropy nubijskie; puchacze pustynne i płomykówki; skowronki pustynne i ostrza jaskółek skalnych; kruki brązowoszyje i kruki wachlarzosterne.
Żaby, ropuchy i krokodyle żyją w jeziorach i rozlewiskach Sahary. Jaszczurki, kameleony, scynki i kobry można spotkać wśród skał i wydm. Jeziora i rozlewiska Sahary są również siedliskiem glonów, artemii i innych skorupiaków. Różnorodne ślimaki zamieszkujące pustynię stanowią ważne źródło pożywienia dla ptaków i zwierząt. Ślimaki pustynne przeżywają dzięki estywacji (uśpieniu), często pozostając nieaktywne przez kilka lat, zanim zostaną przywrócone przez deszcz.
Na Saharze występują m.in.:
- antylopy adaks
- fenki (lisy pustynne)
- skoczki pustynne
- dromadery (wielbłądy jednogarbne)
- owce grzywiaste
- osioł afrykański
- koziorożce nubijskie
- warany pustynne
- biczogony egipskie
- skorpiony
- gazele dorkas
- oryksy szablorogie

## Zasoby naturalne

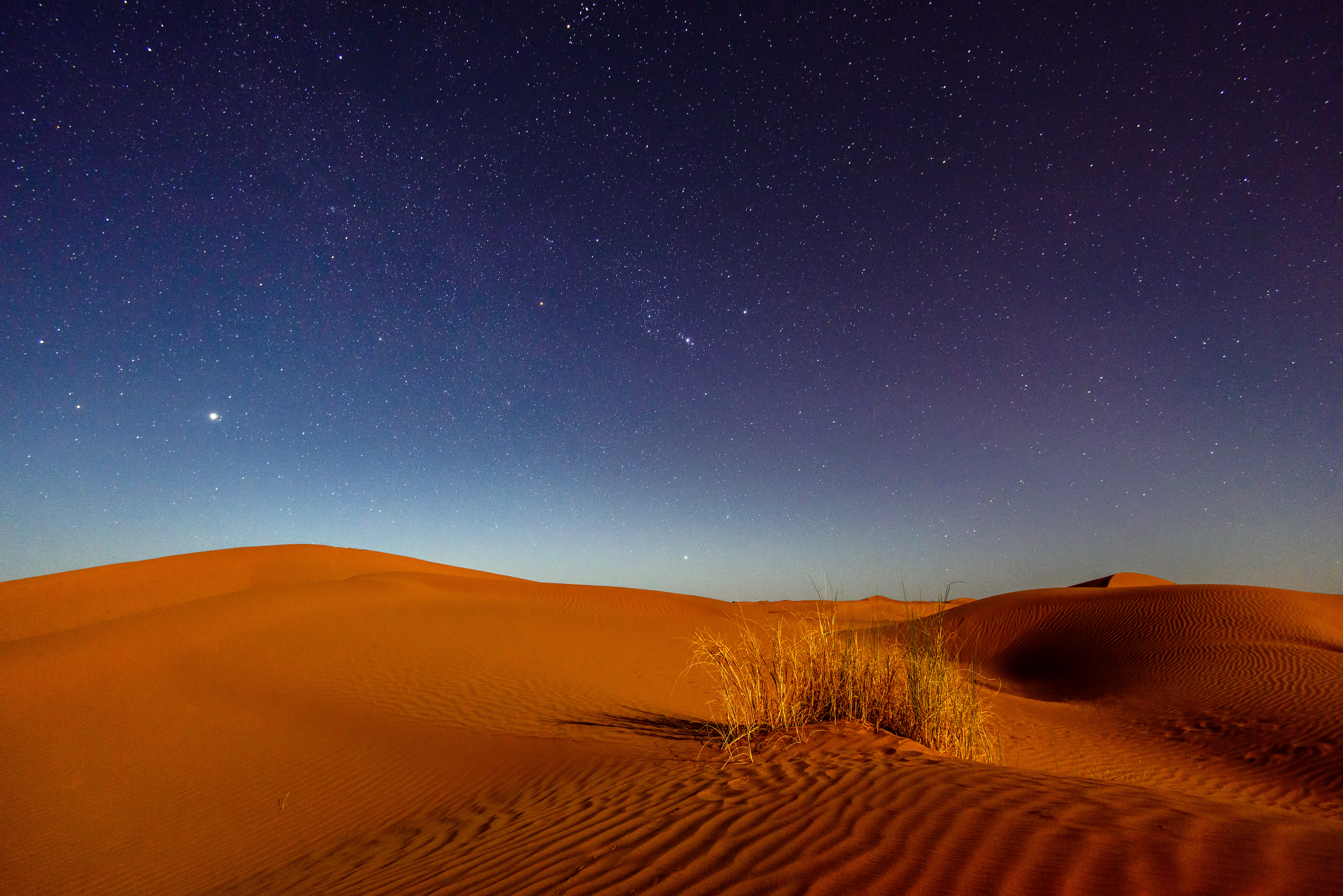
Sahara, Pustynia Libijska, Egipt

W ciągu stulecia kolonialnego panowania nad Saharą, trwającego od połowy XIX do połowy XX wieku, nie zaszło wiele fundamentalnych zmian, poza pacyfikacjami wojskowymi; mocarstwa kolonialne nie były zainteresowane rozwojem gospodarczym tego, co wydawało się mało obiecującym regionem. Jednak po II wojnie światowej, zwłaszcza odkrycie ropy naftowej, przyciągnęło międzynarodowe zainteresowanie i inwestycje. W ciągu kilku lat dokonano znaczących odkryć, zwłaszcza w zakresie zasobów mineralnych.
Surowce metaliczne mają duże znaczenie gospodarcze. Algieria posiada kilka dużych złóż rudy żelaza, a rezerwy w górach Ijill w zachodniej Mauretanii są znaczne; mniej rozległe złoża odkryto w Egipcie, Tunezji, Maroku, Saharze Zachodniej i Nigrze. W pobliżu Akdżudżutu, w południowo-zachodniej Mauretanii, znajdują się znaczne ilości rudy miedzi; rozległe złoża manganu występują na południe od Beszara w Algierii. Uran jest szeroko rozpowszechniony na Saharze i ma szczególne znaczenie w Nigrze. W regionach Ahaggar, Aïr, Tibesti i Eglab odkryto szeroką gamę innych ważnych gospodarczo minerałów. Bogate złoża fosforanów występują w Maroku i Saharze Zachodniej, a mniejsze złoża odkryto w innych miejscach.
Zasoby paliw obejmują węgiel, ropę naftową i gaz ziemny. Źródłami węgla są pokłady antracytu w Maroku oraz złoża bitumiczne w pobliżu Bechar. Po odkryciu ropy naftowej w pobliżu I-n-Salah w Algierii, po II wojnie światowej, główne złoża odkryto na Pustyni Zachodniej w Egipcie, w północno-wschodniej Libii i północno-wschodniej Algierii. Mniejsze złoża występują w Tunezji i Maroku, również w Czadzie, Nigrze i Sudanie na południu. Na Saharze odkryto także złoża łupków bitumicznych. Główne złoża gazu ziemnego są eksploatowane w Algierii i Egipcie, a mniejsze złoża w Libii i Tunezji.
W wyniku poszukiwań geologicznych i naftowych, w wielu basenach sedymentacyjnych, głównie w formacjach piaskowcowych, odkryto również ogromne podziemne zasoby wody. Pewna ilość wody, którą można odzyskać, znajduje się również w powierzchniowych formacjach piaskowych.
Rozwój gospodarczy pustyni wiąże się jednak z ogromnymi trudnościami i nie zmienił tradycyjnej Sahary. Wydobycie ropy naftowej i rudy wprowadziło nowoczesne technologie i usprawniło komunikację do rozproszonych lokalizacji, ale tego typu działania stwarzają ograniczone możliwości lokalnego zatrudnienia. Chociaż dochody z ropy naftowej oferują środki na rozwój pustyni, priorytetem są bardziej natychmiastowe i atrakcyjne zyski, możliwe do uzyskania w zamieszkanych regionach przybrzeżnych. Wody podziemne oferują możliwości rozwoju zarówno w rolnictwie, jak i przemyśle, ale ich eksploatacja na dużą skalę byłaby kosztowna. Intensywna eksploatacja doprowadziłaby również do stopniowego wyczerpywania się zasobów, a zmiany hydrologiczne mogłyby zwiększyć zagrożenie plagami szarańczy, która gromadzi się w roje, gdy zasoby żywności są ograniczone, rozmnaża się, a następnie zajmuje większe obszary, gdy warunki się poprawiają.
Ludzie pustyni odnieśli niewielkie korzyści z eksploatacji złóż mineralnych – być może wręcz przeciwnie. Spadek pasterstwa koczowniczego, zapoczątkowany pacyfikacjami, został przyspieszony przez zmieniające się warunki ekonomiczne i oficjalną politykę osadniczą (koczownicy są administracyjnie niewygodni). Powszechna degradacja środowiska dodatkowo sprzyja migracji koczowników do oaz i miast, co prowadzi do przeludnienia i ubóstwa. Wysokie płace na polach naftowych przyciągają pracowników, ale zakłócają tradycyjny tryb życia, a miejsc pracy jest stosunkowo niewiele i są one nietrwałe. Spośród tradycyjnych produktów pustynnych – skór zwierzęcych i wełny, nadwyżek owoców i soli – jedynie daktyle (zwłaszcza daglet nour z północnych oaz) zachowują duże znaczenie handlowe. Zawody przemysłowe mające na celu złagodzenie rosnącego bezrobocia poczyniły jak dotąd niewielkie postępy.
Na początku XXI wieku projekty z zakresu energii odnawialnej, zwłaszcza te koncentrujące się na energii wiatrowej i słonecznej, były nadal rozwijane i miały potencjał, aby zapewnić wystarczającą ilość energii, aby umożliwić krajom regionu lokalną produkcję i przetwarzanie towarów, co byłoby korzystne dla ich gospodarek. Projekty energii odnawialnej napotykały jednak na trudności z powodu takich czynników, jak surowy klimat pustynny, brak wody do obsługi i konserwacji sprzętu, wysokie koszty takiego przedsięwzięcia oraz kwestie bezpieczeństwa. Turystyka znacznie się rozwinęła od połowy XX wieku, choć trudności z transportem i zapewnieniem zakwaterowania ograniczyły ją głównie do obrzeży Sahary.

## Transport

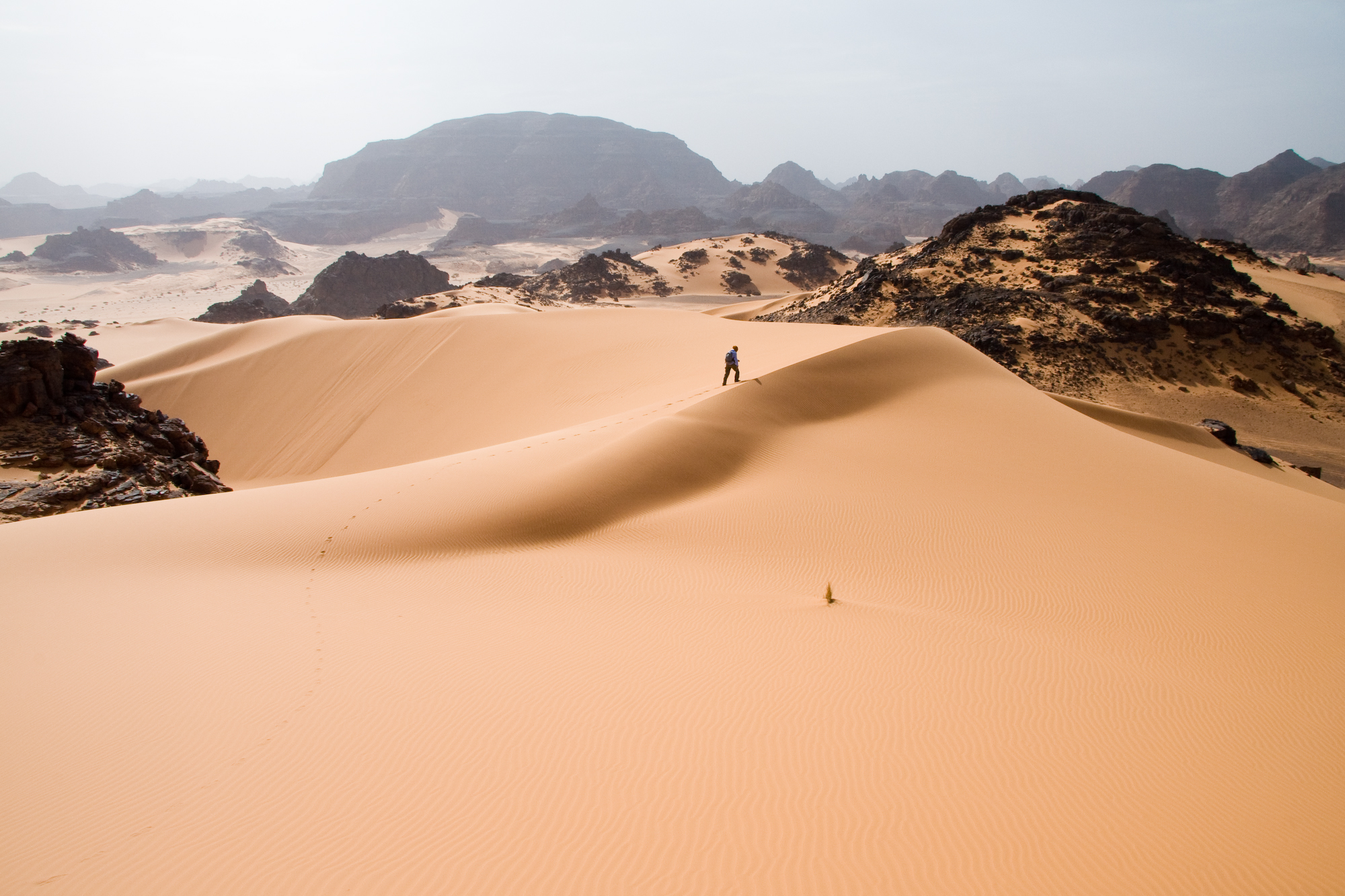
Sahara, Pustynia Libijska, Egipt

Tradycyjnie podróże po Saharze odbywały się karawanami wielbłądów i były powolne, uciążliwe i niebezpieczne. Do niebezpieczeństw związanych ze zgubieniem drogi, nadmiernym upałem, dusznymi burzami piaskowymi i śmiercią głodową – a raczej pragnieniem – dochodził jeszcze niebezpieczeństwo napaści rabusiów. Pomimo tego wszystkiego, handel transsaharyjski szlakami karawanowymi łączącymi oazy przetrwał od najdawniejszych czasów. Większość głównych szlaków biegła na zachód od Gór Tibesti i z czasem ulegała pewnym zmianom, choć najbardziej wysunięty na wschód z nich, (biegnący na północ od Jeziora Czad do Bilmy i przez region Fezzan do Trypolisu), był używany nieprzerwanie przez stulecia. Na wschód od Gór Tibesti oaz jest niewiele, ale darb al-arbaʿīn („droga czterdziestu [dni]”), na zachód od Nilu, był dawnym szlakiem niewolników. Złoto, kość słoniowa, niewolnicy i sól były głównymi towarami handlowymi w dawnych czasach, ale dziś karawany wielbłądów praktycznie ustały, z wyjątkiem szczątkowego handlu solą z góry Ijill, Bilmy i Taoudenni w Mali. Główne szlaki nadal są jednak używane przez specjalnie wyposażone ciężarówki, często podróżujące w konwojach. Nowoczesne autostrady zostały rozbudowane wzdłuż starożytnych szlaków handlowych na pustynię. Z dala od głównych szlaków sieć znanych dróg jest przejezdna, ale z zachowaniem ostrożności; ale na otwartej pustyni napęd na cztery koła jest praktycznie niezbędny, z co najmniej dwoma pojazdami, dużą ilością zapasów i dużymi zapasami paliwa, żywności i wody – szczególnie latem, kiedy obowiązują specjalne przepisy dla wszystkich podróżnych. Na dużych obszarach mapy są niewystarczające i mogą być niezbędne metody nawigacji.
Aby uzupełnić podróże lądowe, liczne międzynarodowe połączenia lotnicze przecinają Saharę regularnymi lotami, podczas gdy połączenia lokalne łączą ze sobą główne ośrodki mieszkalne. Rozwój kolei był ograniczony.

## Ludność

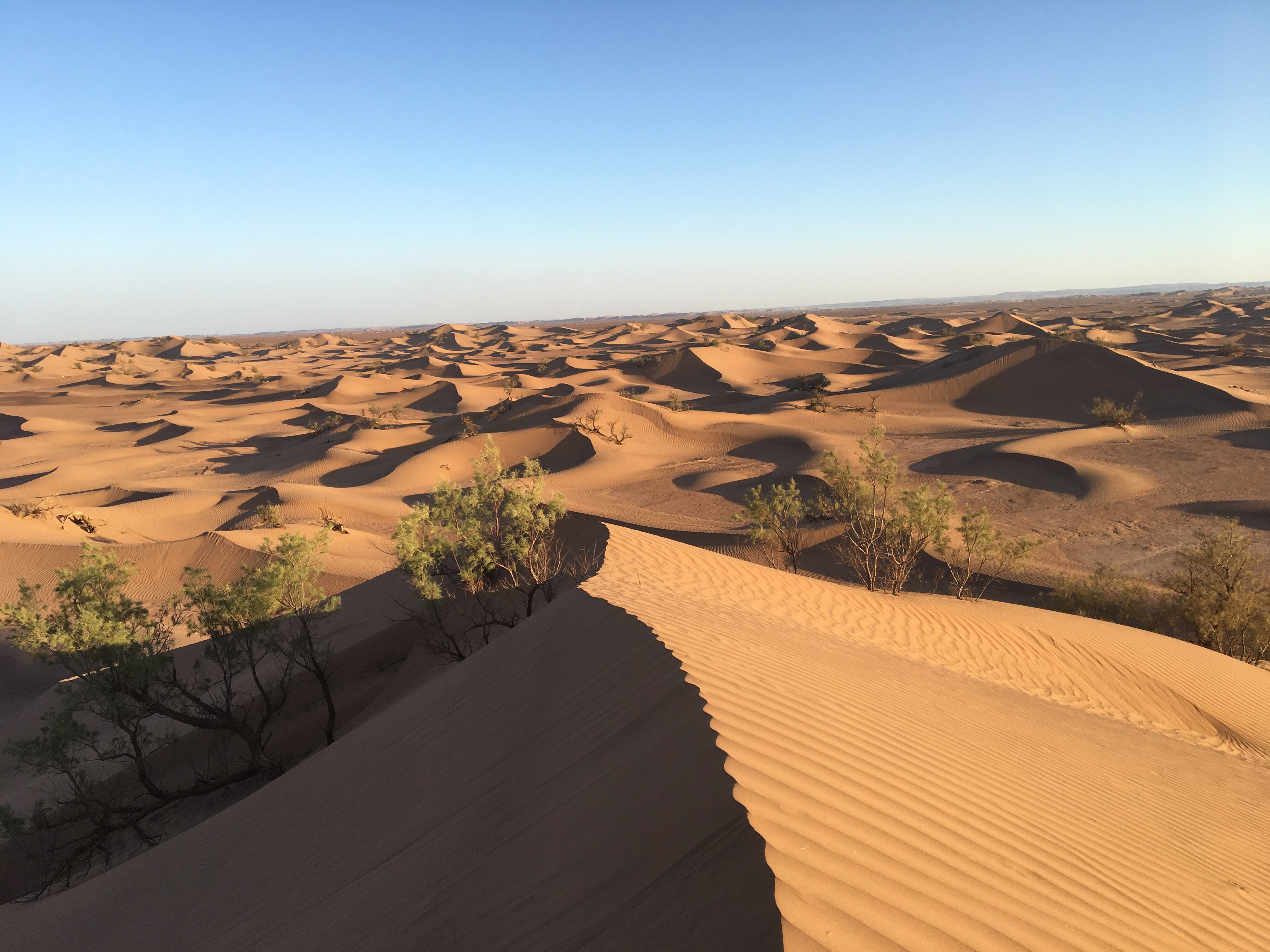
Sahara, Sudan

Z powodu warunków pustynnych (piaski, susza, ograniczony dostęp do wody) nie ma tam odpowiednich warunków do rozwoju życia. Gęstość zaludnienia jest niska (około jednej osoby na km²). Mieszkańcy Sahary to głównie koczownicy. Najliczniejsze jest pasterskie plemię Tuaregów. Przemierzają oni ze stadami kóz, owiec i wielbłądów rozlegle obrzeża pustyni w poszukiwaniu pastwisk oraz wody. Prowadzą również handel wymienny z mieszkańcami oaz. Tradycyjnie wędrowcy dostarczali mleko, mięso i juczne zwierzęta w zamian za zboże, daktyle, kawę, sól, broń i amunicję. Jednak cywilizacja dotarła także i na Saharę, zmieniając życie jej mieszkańców. Wędrówki Tuaregów zostały znacznie ograniczone. Tam, gdzie były szlaki ich karawan, teraz jeżdżą ciężarówki przewożące rozmaite towary. Karawany poruszające się za pomocą jucznych zwierząt (wielbłądy, muły, osły itp.) były znane już w starożytności, a w średniowieczu stanowiły niemal jedyny sposób podróżowania po Azji Środkowej i Afryce Północnej. Utarte szlaki karawanowe są używane do dziś.
Choć Sahara (z wyłączeniem Doliny Nilu) jest tak duża jak Stany Zjednoczone, szacuje się, że zamieszkuje ją zaledwie około 2,5 miliona osób. Ogromne obszary są całkowicie puste, ale wszędzie tam, gdzie uboga roślinność zapewnia wypas zwierząt lub występują niezawodne źródła wody, rozproszone skupiska mieszkańców przetrwały w kruchej równowadze ekologicznej w jednym z najsurowszych środowisk na Ziemi
Na długo przed pojawieniem się udokumentowanych źródeł historycznych Sahara była ewidentnie szerzej zasiedlona. Kamienne artefakty, skamieniałości i sztuka naskalna, szeroko rozsiane w regionach obecnie zbyt suchych, by mogły być zamieszkane, świadczą o dawnej obecności człowieka, a także zwierząt łownych, w tym antylop, bawołów, żyraf, słoni, nosorożców i guźców. Harpuny z kości, nagromadzenia muszli oraz szczątki ryb, krokodyli i hipopotamów są związane z prehistorycznymi osadami wzdłuż brzegów starożytnych jezior Sahary. Wśród niektórych grup, łowiectwo i rybołówstwo były podporządkowane koczowniczemu pasterstwu, po tym jak udomowione zwierzęta hodowlane pojawiły się na Saharze prawie 7000 lat temu. Uważa się, że grupy zajmujące się pasterstwem w regionie Ténéré w Nigrze były albo przodkami Berberów, albo przodkami Zaghawa; owce i kozy zostały najwyraźniej sprowadzone przez grupy związane z kulturą kapsyjską z północno-wschodniej Afryki. Bezpośrednie dowody rolnictwa pojawiły się po raz pierwszy około 6000 lat temu wraz z uprawą jęczmienia i pszenicy płaskurki w Egipcie; wydaje się, że zostały one sprowadzone z Azji. Dowody udomowienia rodzimych roślin afrykańskich pochodzą z ceramiki z około 1000 r. p.n.e. odkrytej w Mauretanii. Rolnicy ci byli kojarzeni z plemieniem Gangara, przodkami współczesnego plemienia Soninke.
Większa mobilność nomadów ułatwiła ich udział w handlu transsaharyjskim. Rosnąca susza na Saharze jest udokumentowana w przejściu z hodowli bydła i koni na wielbłądy. Chociaż wielbłądy były używane w Egipcie już w VI wieku p.n.e., ich znaczenie na Saharze datuje się dopiero na III wiek n.e. Mieszkańcy oaz na Saharze byli coraz częściej atakowani przez Sanhaję (klan berberyjski) i innych nomadów dosiadających wielbłądów – wielu z nich wyruszyło na pustynię, aby uniknąć anarchii i wojen późnego okresu rzymskiego w Afryce Północnej. Wielu pozostałych mieszkańców oaz, w tym Haratin, zostało podporządkowanych nomadom. Ekspansja islamu w Afryce Północnej między VII a XI wiekiem skłoniła kolejne grupy Berberów, a także Arabów pragnących zachować tradycyjne wierzenia, do przeniesienia się na Saharę. Islam ostatecznie rozprzestrzenił się szlakami handlowymi, stając się dominującą siłą społeczną na pustyni.
Na pustyni, osiadły tryb życia ogranicza się do oaz, gdzie nawadnianie pozwala na ograniczoną uprawę palmy daktylowej, granatu i innych drzew owocowych; zbóż takich jak proso, jęczmień i pszenica; warzyw; a także roślin specjalnych, takich jak henna. Uprawa odbywa się w małych „ogrodach”, utrzymywanych przy dużym nakładzie pracy ręcznej. Nawadnianie wykorzystuje efemeryczne strumienie w obszarach górskich, stałe zbiorniki wodne (gueltas), foggara (pochyłe podziemne tunele wykopane w celu wykorzystania rozproszonej wody gruntowej w korytach wadi), źródła (ʿayn) i studnie (biʾr). Niektóre płytkie wody gruntowe są artezyjskie, ale często konieczne jest użycie urządzeń podnoszących wodę. Starożytne metody, takie jak shadoof (obrócony drąg i wiadro) i noria (perskie koło z wiadrami), napędzane siłą zwierząt, zostały zastąpione pompami silnikowymi w bardziej dostępnych oazach. Dostępność wody ściśle ogranicza ekspansję oaz, a w niektórych przypadkach nadmierne jej zużycie spowodowało znaczny spadek poziomu wody. Zasolenie gleby poprzez gwałtowne parowanie i zasypywanie jej przez napływający piasek to kolejne zagrożenia..

## Badania i eksploracja

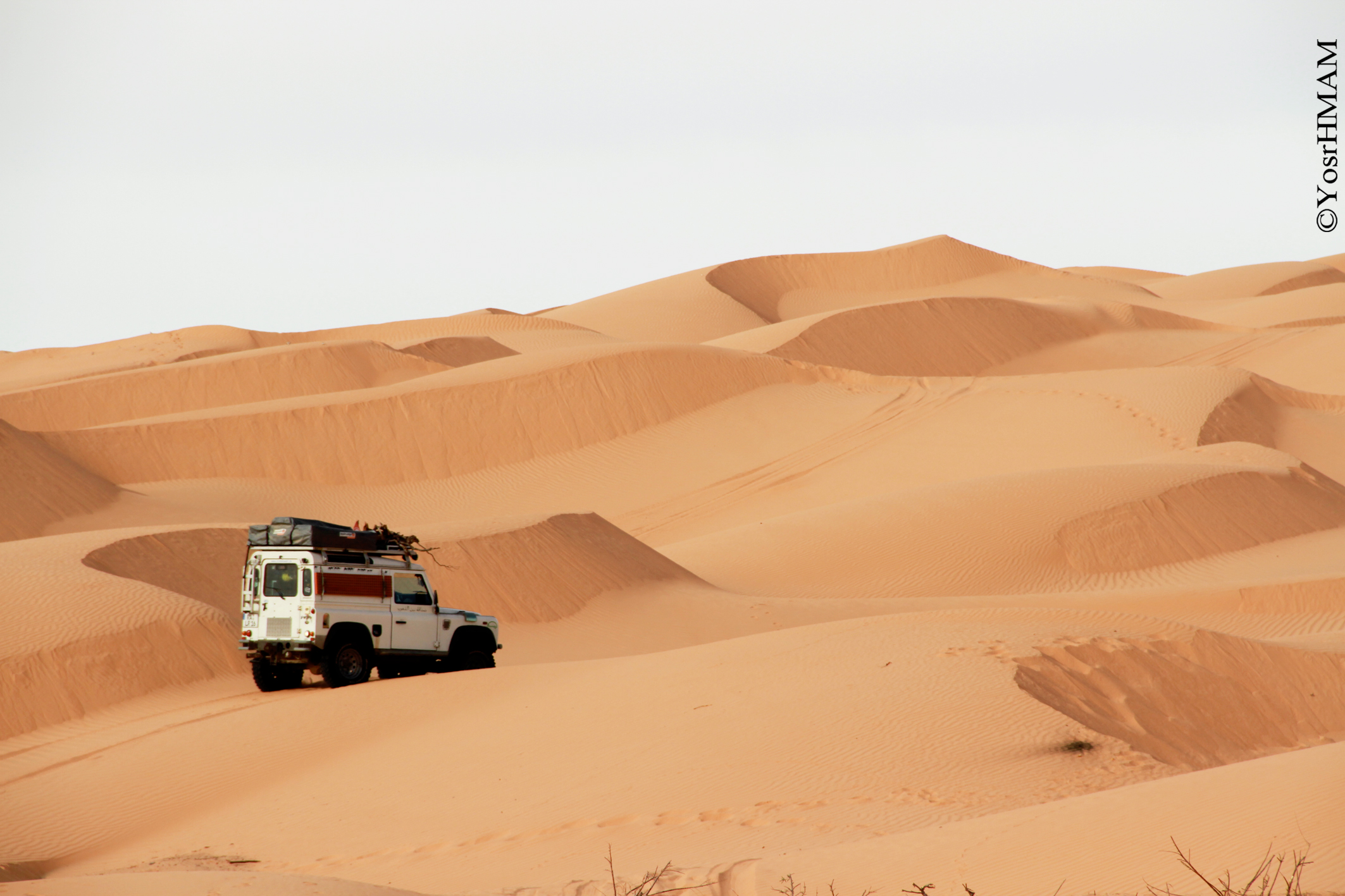
Wielki Erg, Sahara Zachodnia

Klasyczne relacje opisują Saharę w dużej mierze taką, jaką jest dzisiaj – jako rozległą i potężną barierę. Egipcjanie kontrolowali jedynie sąsiednie oazy i, sporadycznie, ziemie na południu; Kartagińczycy najwyraźniej kontynuowali stosunki handlowe z wnętrzem wyspy, nawiązane w epoce brązu. Herodot opisał wyprawę Berberów przez pustynię w V wieku p.n.e., a rzymskie zainteresowanie Saharą jest udokumentowane w serii wypraw między 19 r. p.n.e. a 86 r. n.e. Opisy Sahary w dziełach Strabona, Pliniusza Starszego i Ptolemeusza odzwierciedlają rosnące zainteresowanie pustynią. Eksploracja geograficzna, sponsorowana przez Abbasydów, Fatymidów, Mameluków i inne dwory na Bliskim Wschodzie, w Afryce Północnej i w mauretańskiej Hiszpanii, była powszechna w okresie średniowiecza. Opisy Sahary znajdują się w dziełach wielu arabskich pisarzy, w tym Al-Jakubiego, Asz-Szarifa al-Idrysi i Ibn Battuty.
Średniowieczni podróżnicy o motywach religijnych i handlowych przyczynili się do dalszego zrozumienia Sahary i jej mieszkańców. Atlas kataloński Abrahama Cresque'a, wydany dla Karola V, króla Francji, około 1375 roku, ożywił europejskie zainteresowanie pustynią. Atlas zawierał informacje oparte na wiedzy żydowskich kupców działających na Saharze. Po jego publikacji nastąpił okres intensywnej działalności Portugalczyków, Wenecji, Genui i Florencji na tym terenie. Szczególnie dobrze udokumentowane są podróże takich XV-wiecznych odkrywców, jak Alvise Ca’ da Mosto, Diogo Gomes i Pedro de Sintra. Rosnące zainteresowanie Saharą w Europie Północnej znalazło odzwierciedlenie w podróżach i pracach XVII-wiecznego holenderskiego geografa Olferta Dappera.
Późniejsza europejska eksploracja Sahary, w dużej mierze wynikająca z zainteresowania głównymi szlakami wodnymi Afryki Środkowej, rozpoczęła się na dobre w XIX wieku. Próby ustalenia biegu rzeki Niger zaprowadziły brytyjskich odkrywców Josepha Ritchiego i George'a Francisa Lyona w okolice Fezzanu w 1819 roku, a w 1822 roku brytyjskim odkrywcom Dixonowi Denhamowi, Hugh Clappertonowi i Walterowi Oudneyowi udało się przekroczyć pustynię i odkryć jezioro Czad. Szkocki odkrywca Alexander Gordon Laing przemierzył Saharę i dotarł do legendarnego miasta Timbuktu w 1826 roku, ale zginął tam, zanim zdołał powrócić. Francuski odkrywca René Caillié, przebrany za Araba, powrócił z wizyty w Timbuktu, przemierzając Saharę z południa na północ w 1828 roku. Inne znaczące wyprawy podjęli niemiecki geograf Heinrich Barth (1849–1855), francuski odkrywca Henri Duveyrier w latach 1859–1862 oraz niemieccy odkrywcy Gustav Nachtigal (1869–1875) i Gerhard Rohlfs (1862–1878).
Po militarnej okupacji Sahary przez różne europejskie mocarstwa kolonialne, nastąpiła bardziej szczegółowa eksploracja; pod koniec XIX wieku poznano główne cechy pustyni. Działalność polityczna, handlowa i naukowa, która rozpoczęła się w XX wieku, znacznie poszerzyła wiedzę o Saharze, choć rozległe połacie pustyni pozostają odległe.